# Envenenamiento en Chiquinquirá
El envenenamiento en Chiquinquirá se refiere a un incidente ocurrido el sábado 25 de noviembre de 1967 en el municipio de Chiquinquirá, departamento de Boyacá, Colombia, cuando al menos 78 personas, en su mayoría niños, murieron, y alrededor de 800 resultaron intoxicadas tras desayunar pan contaminado con Folidol, un potente y tóxico plaguicida.

## Acontecimiento
La tragedia inició cuando una botella de Folidol se rompió y esparció su contenido sobre varios bultos de harina que eran transportados en un camión desde Bogotá. Folidol era el nombre comercial del Paratión, un insecticida organofosforado de muy alta toxicidad que solía ser usado para controlar plagas en cultivos de algodón y papa, y que en la época era muy poco controlado por las autoridades; las botellas que iban en el camión tenían como destino el almacén de insumos agropecuarios Mi Granja, para entonces ubicado a una cuadra de la Basílica de Chiquinquirá. La harina fue comprada por la panadería Nutibara para la elaboración de pan; en ese lugar uno de sus empleados, que eventualmente moriría intoxicado, se quejó del fuerte olor que emanaba la masa. La mayoría del pan fue comprado por diversas familias para el desayuno de los niños que ese día asistían a varias ceremonias de clausura escolar; los primeros indicios de una intoxicación los presentaron varios de los menores que iban a dichas ceremonias poco después de desayunar, y entre los síntomas iniciales se encontraban desmayos, problemas respiratorios y dolores generalizados. Rápidamente, decenas de personas se agolparon en el hospital San Salvador, que contaba con solo tres médicos, y que en pocos minutos se vio desbordado por la cantidad de víctimas.
La noticia del envenenamiento se propagó rápidamente por todo el país. Funcionarios del gobierno nacional, encabezados por el entonces ministro de salud Antonio Ordóñez Plaja, llegaron al mediodía al pueblo. Se sospechaba que el envenenamiento había sido producto de una contaminación del río Suárez, el cual alimenta al acueducto de Chiquinquirá, pero una prueba de cromatografía en capa fina realizada por miembros del Ministerio de Salud demostró que el pan había sido la causa de la tragedia. Desde esa misma tarde y hasta el día siguiente se despacharon dosis del antídoto, tanto desde otras ciudades del país como del exterior.
Los funerales de los fallecidos coparon la capacidad del cementerio y, debido a la situación económica de muchas de las familias afectadas, la gobernación de Boyacá costeó la totalidad de los entierros. Varios de los sobrevivientes sufrieron secuelas físicas a largo plazo tales como dolores crónicos y problemas de coordinación. El conductor del camión, Eresmildo Vargas, y el dueño de la panadería, Aurelio Fajardo, fueron detenidos como parte de la investigación por lo sucedido, pero eventualmente fueron liberados tras lo cual ambos abandonaron el pueblo y se establecieron en Bogotá.

## Consecuencias
La panadería cerró el día después de la tragedia, y el hospital fue reconstruido en su totalidad para poder afrontar de manera eficiente cualquier otra eventualidad. Como respuesta a la tragedia, el Ministerio de Agricultura estableció fuertes regulaciones para la comercialización del Folidol, restringiéndolo en todo el territorio colombiano en 1991.